# Mahunkaia bituberculata
Mahunkaia bituberculata är en kvalsterart som först beskrevs av Sandór Mahunka 1983.  Mahunkaia bituberculata ingår i släktet Mahunkaia och familjen Eremaeozetidae. Inga underarter finns listade i Catalogue of Life.